# Burying the Ex
Burying the Ex és una pel·lícula de comèdia de zombis estatunidenca del 2014 dirigida per Joe Dante i escrita per Alan Trezza, protagonitzada per Anton Yelchin, Ashley Greene, Alexandra Daddario i Oliver Cooper. Es va projectar fora de competició a la 71a Mostra Internacional de Cinema de Venècia,i va ser llançat el 19 de juny de 2015 per Image Entertainment.

## Argument
Max (Anton Yelchin) un noi simpàtic i fanàtic del terror està sortint amb la bella però manipuladora Evelyn (Ashley Greene). L'Evelyn és una ecologista extrema que treballa per a una empresa de blocs que promou "ser ecològic", mentre que Max treballa en una feina sense sortida a la botiga de records de terror local. En Max sovint es troba atrapat intentant fer tot el que pot per mantenir feliç a l'Evelyn, inclòs canviar la seva dieta i vendre el seu cotxe vell. A més d'això, Max somia amb obrir una botiga de records de terror pròpia, per a consternació de l'Evelyn. Un dia a la botiga, Max descarrega els últims enviaments i troba un Satan Genie, un objecte que afirma que pot satisfer els desitjos o desitjos de qualsevol. Creient que només és un altre article ximple per a la botiga, Max el col·loca a la prestatgeria del traster i l'acomiada.
Més tard aquella nit, ell i l'Evelyn tenen sexe a la botiga i es prometen que estaran junts per sempre. Poc després, en Max fa que l'Evelyn es mudi amb ell. En Max i l'Evelyn inicialment decideixen celebrar aquest nou pas en la seva relació fent un mos. Volent que l'Evelyn provi alguna cosa que li agrada per canviar, Max suggereix que vagin a una gelateria de temàtica de terror dirigida per l'Olivia (Alexandra Daddario). L'Evelyn és immediatament desagradable amb l'Olivia, creient que ella i Max estaven coquetejant entre ells. Mentre Max li demana el seu cas, l'Evelyn admet entre llàgrimes que no el vol perdre i que ell és l'única cosa de la seva vida que l'ha fet feliç des de la mort de la seva mare.
Tot sembla genial fins que Max torna a casa i descobreix que l'Evelyn ha redecorat el seu apartament amb el que li sembla estèticament agradable i ha guardat tots els objectes de col·lecció i pòsters de Max, erradicant-ne el valor de revenda. Això condueix a una discussió on Max afirma que ell i l'Evelyn haurien de prendre decisions junts en comptes que ella prengués les regnes de cada petita cosa. Pensant que la naturalesa dominant d'Evelyn el portarà a ser infeliç durant la seva relació, Max planeja trencar amb ella, però té massa por de fer-ho. Max recorre al seu mig germà Travis (Oliver Cooper) per demanar consell. Travis suggereix que Max trenqui amb l'Evelyn en un lloc públic perquè pugui fer una escapada ràpida i que tots els presents la vegin per la mania del control que és realment. No obstant això, el pla és contraproduent quan l'Evelyn és atropellada accidentalment per un autobús de camí al parc. Mor al mig de la carretera mentre està als braços d'un Max plorós.
Passen un parell de setmanes i en Max s'ha tancat emocionalment, sentint-se responsable de la mort d'Evelyn. Travis passa pel seu lloc i, després de veure l’estat en què es troba, l'anima a sortir i seguir endavant. Max finalment es troba amb l'Olivia de nou i comença a quedar amb ella. A mesura que avança la nit, en Max i l'Olivia s'assabenten que tots dos comparteixen la mateixa fascinació per l'horror. Però quan en Max i l'Olivia visiten el Hollywood Forever Cemetery, es demostra que Evelyn s'ha aixecat d'entre els morts i s'ha desenterrat del sòl. Després que l'Olivia torni a casa en Max, és ràpidament rebut per una Evelyn no morta a la porta. L'Evelyn està molt contenta i creu que el seu amor i el d'en Max tenen una segona oportunitat i creu que encara estan sortint. Espantat, en Max s'adona que el Satan Genie de la botiga va fer realitat el seu desig d'estar "junts per sempre" i que ha tornat l'Evelyn d'entre els morts. Encara amb ganes de perseguir l'Olivia, Max intenta activament amagar-li l'Evelyn. També es deixa reflexionar sobre com va a deixar oficialment l'Evelyn. Max assumeix que la resposta als seus problemes es troba amb el geni de Satanàs, només per fer-lo trencar a terra quan perd el peu. Per seguretat, en Max investiga els llibres d'ocultisme/encanteris que la botiga té disponibles amb l'esperança de trobar alguna cosa que enviï l'Evelyn a la seva tomba. Prova aquestes tècniques, però sense èxit; ja que no tenen cap efecte sobre l'Evelyn.
Travis ensopega amb Max amb una Evelyn borratxa, i és renuent a ajudar-lo. Aviat canvia de parer i li diu a Max que l'única manera veritable de desfer-se de l'Evelyn és decapitar-la amb un matxet. Max intenta aconseguir-ho, però es retira a l'últim moment. El dia abans de Halloween, l'Olivia passa per la botiga per visitar en Max. Més tard és interrompuda per una trucada telefònica d'Evelyn. L'Olivia, que encara no sap que l'Evelyn és una zombi, creu que Max encara no l'ha superat, però li ofereix una invitació per a la projecció de La nit dels morts vivents al cementiri. Travis s'acosta al plat i s'ofereix a matar l'Evelyn perquè Max pugui conèixer l'Olivia a la pel·lícula. Travis apareix a l'apartament amb l'aparença de buscar un DVD vell que Max no va tornar mai i allarga intencionadament la seva estada, molestant l'Evelyn. Aleshores desenvolupa un sobtat anhel de cervell i s'acaba menjant en Travis. Mentrestant, en Max i l'Olivia gaudeixen de la companyia de l'altre i acaben fent sexe al darrere del cotxe de l'Olivia.
Quan Max torna, descobreix el cadàver de Travis a la sala d'estar. Sabent que l'Evelyn ara està decidida a matar a qualsevol que s'interposi en el seu camí, Max l'enganya perquè es faci un bany de bombolles calent per tal d'atrapar la porta del bany i atrapar-la dins. Surt precipitadament de l'apartament per buscar la policia, però per error deixa el mòbil. L'Evelyn no perd temps alliberant-se i escapa. Llavors segresta a l'Olivia després de llegir els missatges entre ella i en Max. No havent tingut sort amb la policia, Max escolta a través d'un dels escàners de la policia que algú ha tombat una malteria i s'adona que l'Olivia té problemes. De tornada a l'apartament, Max veu l'Olivia lligada i l'Evelyn amenaça de matar-la. Es produeix una batalla entre Max, Evelyn i Olivia, que acaba amb Travis (ara es revela que és un zombi) apunyalant mortalment a l'Evelyn pel pit amb el matxet. Amb l'Evelyn finalment morta, en Max i l'Olivia porten el seu cos al cementiri i l'enterren.
Un any després, la relació d'en Max i l'Olivia continua sent forta. En Max fa temps que va deixar la seva feina, es va convertir en soci comercial d'Olivia, després d'haver-se unit a la seva botiga de records de terror i a la seva gelateria com a empresa pròpia i ara és realment feliç. Aleshores, Max sorprèn a l'Olivia amb un anell de compromís, que accepta amb molt de gust. I Travis, encara en la seva forma de zombi, es mostra fent un rètol a l'exterior de la botiga.

## Repartiment
- Anton Yelchin com a Max
- Ashley Greene com a Evelyn
- Alexandra Daddario com a Olivia
- Oliver Cooper com a Travis
- Archie Hahn com a Chuck
- Mark Alan com a Goth Bartender
- Gabrielle Christian com a Coco
- Mindy Robinson com a Mindy
- Dick Miller com a policia rondinaire, aquesta va ser la seva darrera pel·lícula amb Dante abans de la seva mort el 2019, Miller havia aparegut almenys en un paper cameo a la majoria de les pel·lícules anteriors de Dante.[3]

## Producció
Burying the Ex es va produir originalment com un curt de 15 minuts el 2008, escrit i dirigit per Alan Trezza. Va protagonitzar Danielle Harris com a Olivia i Mircea Monroe com a Evelyn, amb el protagonista masculí (aleshores anomenat Zak) interpretat per John Francis Daley. Trezza va ampliar més tard el curt en un guió de llargmetratge. Segons una entrevista amb el director Joe Dante el 2014:
| « | Vaig conèixer l'Alan fa uns quants anys, vaig obtenir el guió de la pel·lícula, que no era substancialment diferent del que vam rodar. Vaig pensar que era divertit i diferent. Avança cinc anys. De manera inesperada, després que un altre projecte va fracassar, van aparèixer diners per poder fer la pel·lícula, però vam haver de rodar de manera econòmica i ràpida. Vam rodar en 20 dies i va ser molt divertit, un rodatge agitat, però hi havia molt per fer. Vam ser intel·ligents en les nostres ubicacions i en el rodatge a la mateixa zona de la ciutat... Els quatre protagonistes són molt divertits i creatius i van aportar molt a la taula. | » |

La fotografia principal va començar el 17 de novembre de 2013 i va acabar el 19 de desembre de 2013. Mary Woronov va interpretar la propietària d'una botiga anomenada Bloody Mary's. Tanmateix, va ser eliminada de la pel·lícula. Dante va dir que la pel·lícula era "molt EC Comics, però no és una pel·lícula de còmics, crec que els personatges són una mica més reals... Em vaig quedar sol en termes de creativitat". Va afegir que la pel·lícula era feta pels seus fans.

## Estrena
El gener de 2015, Image Entertainment va adquirir els drets d'estrena de la pel·lícula, i va fixar l'estrena de la pel·lícula als Estats Units a l'estiu de 2015 mitjançant vídeo a la carta. La pel·lícula es va estrenar el 19 de juny de 2015, amb el tràiler oficial que es publicarà el 26 de maig.

## Recepció
A Rotten Tomatoes, la pel·lícula té un índex d'aprovació del 30%, basat en 40 ressenyes, amb una valoració mitjana de 4,38/10. El consens dels crítics diu: "Burying the Ex compta amb parpelleigs de l'antic estil del director Joe Dante, però ni el concepte ni la seva execució compleixen els estàndards establerts pels seus millors esforços." A Metacritic, la pel·lícula té una puntuació de 37 sobre 100, basada en 19 crítics, que indica "crítiques generalment desfavorables".